# 巧達濃湯

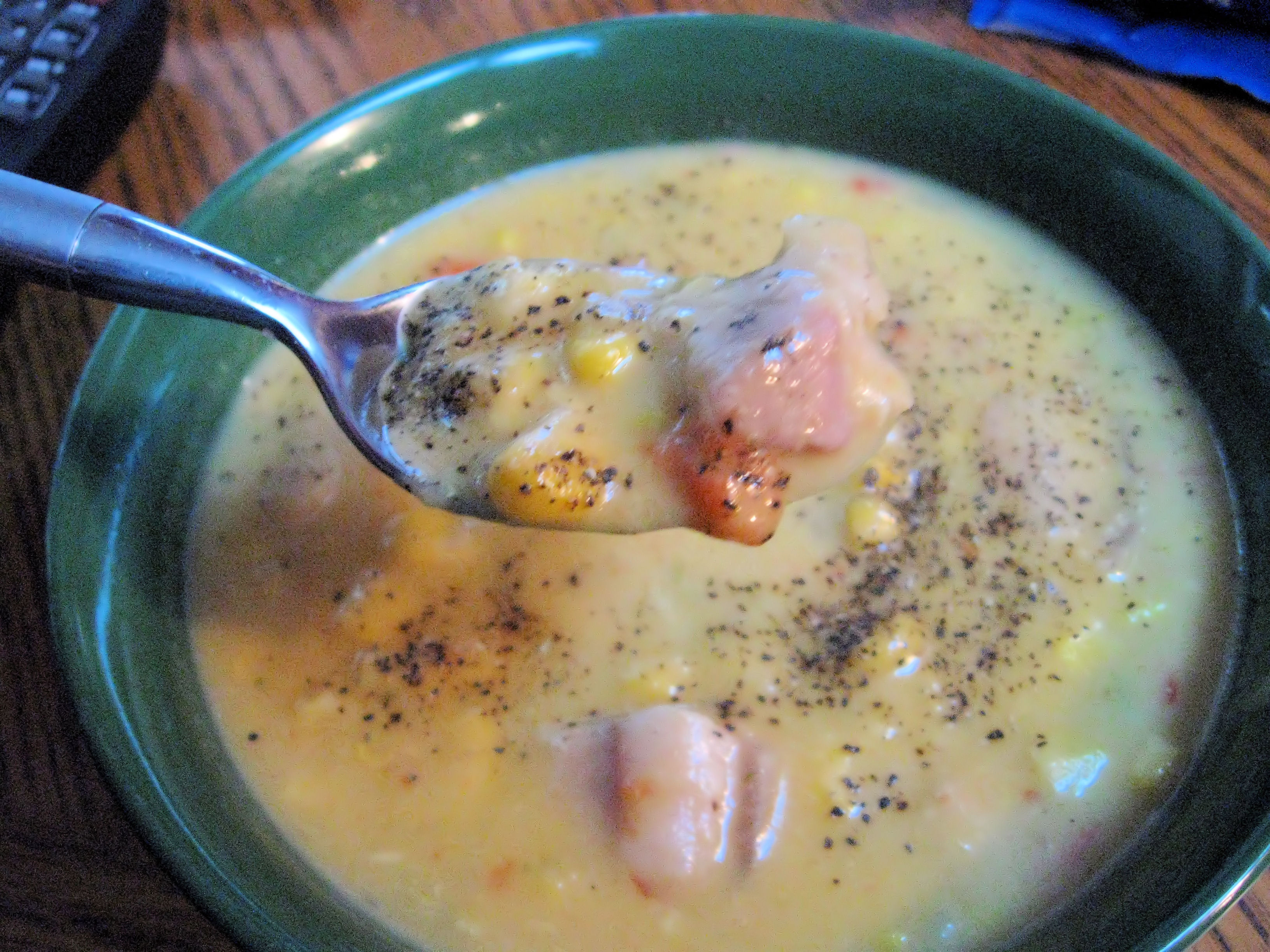
馬鈴薯玉米巧達濃湯

巧達濃湯（Chowder），是一種美式濃湯，以海鮮、培根、蔬菜，加上牛奶和/或鮮奶油作為增稠劑煮成的濃湯。而在一般的港式西餐供應的「白湯」通常是指「鮮魚巧達濃湯」，也就是一種用雜魚和鮮奶油煮成的巧達濃湯。
傳統上，巧達濃湯是搭配蘇打餅食用，但港式西餐通常會在餐前提供黃油和麵包搭配食用。

## 語源
Chowder的來源有兩個說法：
1. 源於法語的Chaudière，意思是用來烹煮濃湯的鍋。[1]
2. 源於英語的Jowter，意思是魚販。

另外Chowder也有雜燴的意思。

## 材料
常見的材料有海鮮、培根、蔬菜，加上牛奶和/或鮮奶油作為增稠劑。

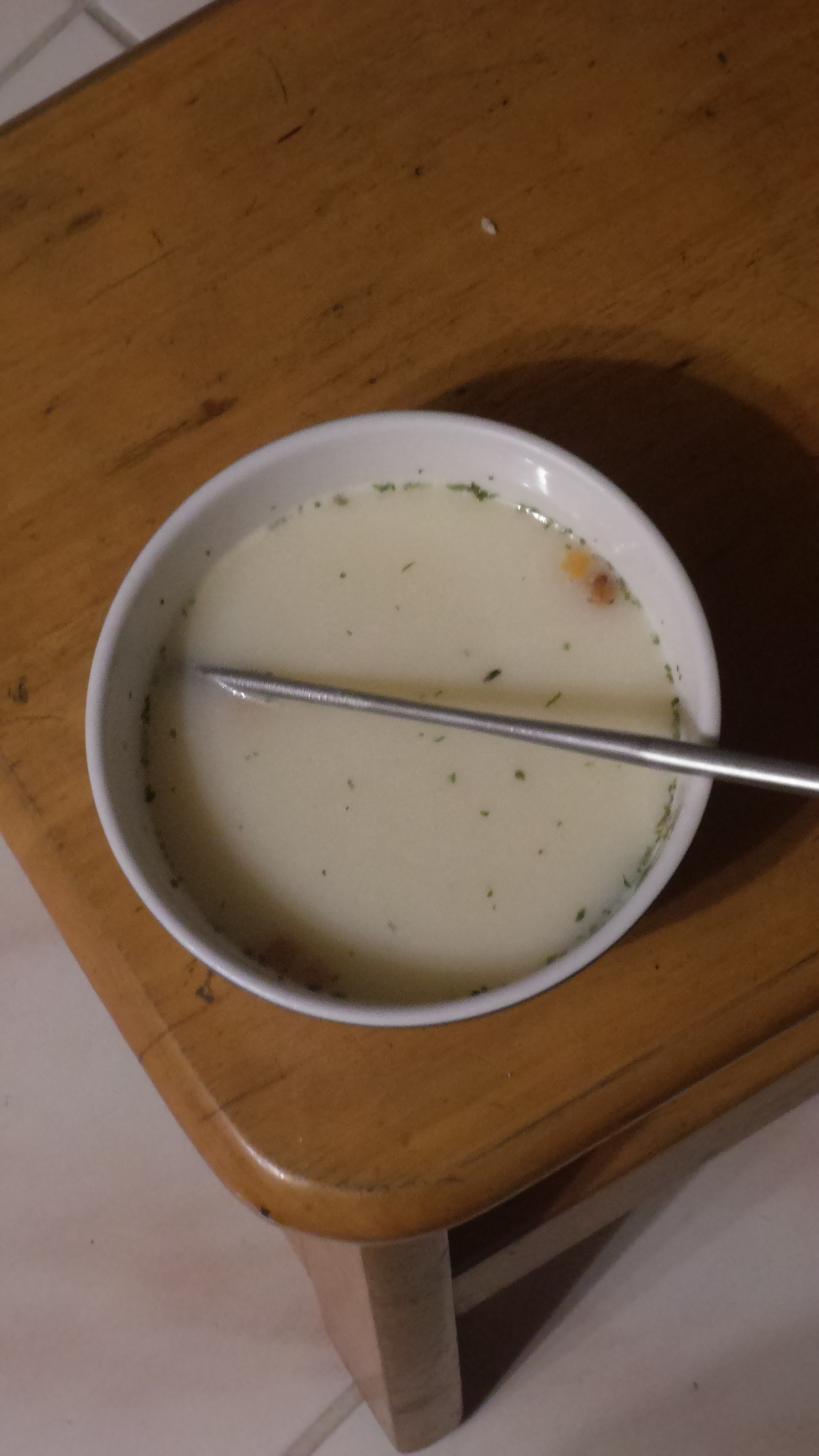
巧達濃湯

## 參看
- 法式濃湯
- 奶油蘑菇湯
- Maafe

## 外部連結
- The New England Chowder Compendium
- A history of Chowder（页面存档备份，存于）